# 경동시장

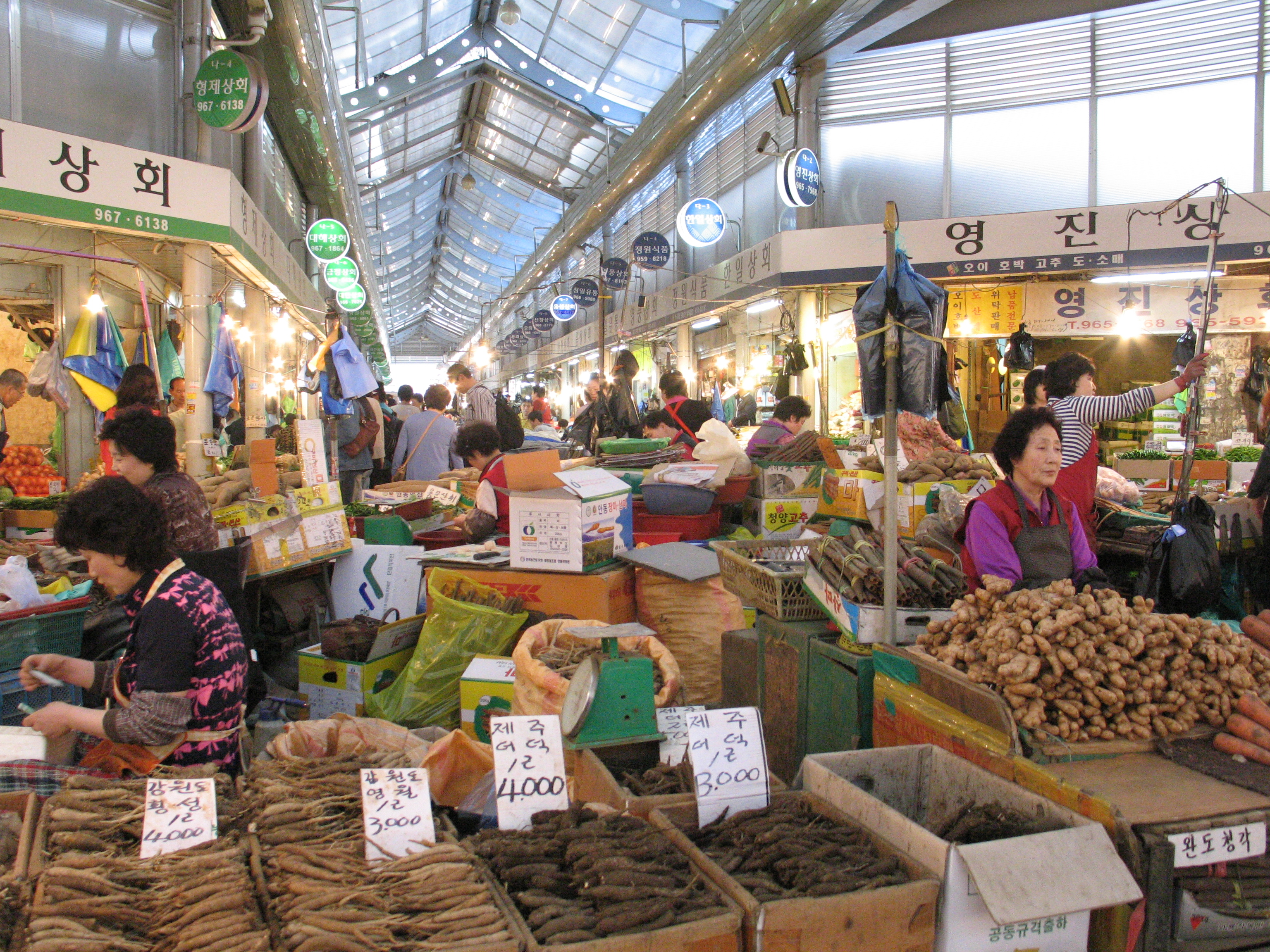
경동시장

경동시장은 서울 동대문구에 있는 재래시장으로, 대구약령시를 제치고 한국 최대의 한약재 시장이 된 것으로 유명하다.
청량리역과 제기동역에 걸쳐 광범위하게 있으며 대한민국 한약재의 70% 정도를 공급하고 있다

## 미디어
- MBC TV : 《전지적 참견 시점》(류경수 편, 288회)

## 같이 보기
- 대한민국의 시장 목록